# Pueblo Brugo
Pueblo Brugo é uma junta de governo da província de Entre Ríos, na Argentina.